# 綠青黑羽
綠青黑羽是日本漫畫家、插畫家。

## 作品
輕小說改編漫畫
- 就算是哥哥，有愛就沒問題了，對吧 － 原作：鈴木大輔，角色原案：閏月戈，月刊Comic Alive連載，尖端出版代理發行
- 我的朋友很少 漫畫撰集 － 原作：平坂讀，角色原案：ブリキ

美少女遊戲插畫
- Tropical Kiss（日语：トロピカルKISS）

## 外部連結
- http://rokusyoukokuu.blog87.fc2.com/ （页面存档备份，存于）
- ⑥（緑青黒羽）的X（前Twitter）